# 伊予鉄道本町線
本町線（ほんまちせん）は、愛媛県松山市大手町の本町一丁目停留場から同市本町の本町六丁目停留場までを結ぶ伊予鉄道の軌道路線である。
国道196号を経由し、城南線・花園線と城北線を短絡する路線。ただし終点の本町六丁目停留場では、城北線との軌道は接続されていない。本町三丁目（旧・札の辻）停留場以北は1962年に開業した、伊予鉄道の軌道線で一番新しい路線である。
2020年4月11日以降、新型コロナウイルスの影響で当面の間、平日のみの運行で土日祝日は全便運休となった。同年7月23日に行われたダイヤ改正で平日のみの運行となり、2023年11月1日のダイヤ改正以降は平日のみ1日7往復が運行されている。

## 路線データ
- 路線距離（営業キロ）：1.5 km
- 軌間：1067 mm
- 停留場数：5（起終点含む）
- 複線区間：なし（全線単線）
- 電化区間：全線電化（直流600V）

## 運行形態
| 系統   | 運行区間                           | 乗り入れる区間       |
| ------ | ---------------------------------- | -------------------- |
| ■6号線 | 本町六丁目 - 本町一丁目 - 松山市駅 | 本町線全区間を通る。 |

- 単線で途中に列車交換設備がないため、1列車のみ入線可能である。
- 乗客減少から近年はダイヤ改正毎に減便が行われている。
  - 2005年11月1日のダイヤ改正により昼間時間帯で改正前の20分間隔運転から30分間隔運転に減便され、路面電車としては日本で最も長い運転間隔となった。
  - 2018年3月1日のダイヤ改正ではさらに終日40分間隔運転に減便された[4]。
  - 2020年7月23日のダイヤ改正により、土日祝日は終日運転が取りやめとなった[3]。
  - 2021年3月1日のダイヤ改正により、平日のみ14往復に削減。午前中と夕方前に2時間半ほど運行のない時間帯が生じることとなった[5]。
  - 2023年11月1日のダイヤ改正により、さらに平日のみ7往復に削減された[6]。
- 使用車両は1列車運用でバリアフリー対応をするため2100形の運用が多い。50形、2000形の運用はほとんど見られない。
  - 2025年3月13日に5000形としては初めて5016号が初めて本町線の運用に就いた。

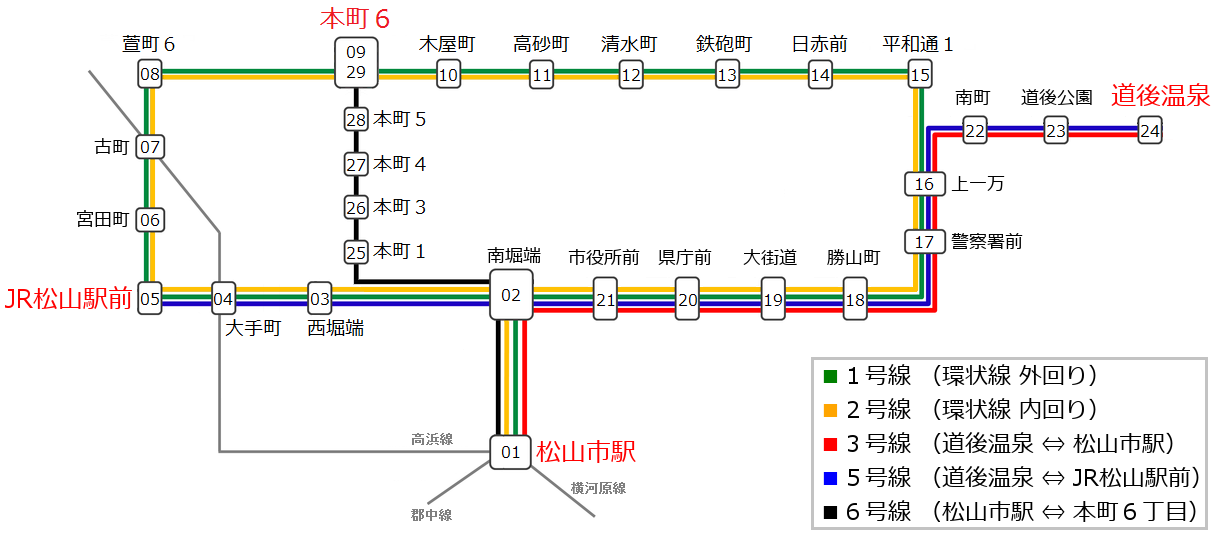
市内線の系統図

この路線にほぼ並行するバス路線として伊予鉄バス北条線がある。

## 歴史
1911年9月に開通した松山電気軌道がルーツで、札ノ辻（現在の本町三丁目） - 本町（現在の本町四丁目）間は現路線の東側の路地を通っていた。
1948年、旧松山電気軌道線が1946年に休止されて以来、途切れていた西堀端 - 本町三丁目（現在の本町四丁目）間が本町線として開業。本町通り拡幅に伴い、軌道を道路中央に移設した。
- 1911年（明治44年）
  - 9月1日 松山電気軌道が西堀端 - 札ノ辻（現在の本町三丁目）間を開業
  - 9月19日 松山電気軌道が札ノ辻 - 本町間を開業
- 1921年（大正10年）4月1日 伊予鉄道が松山電気軌道を合併。
- 1946年（昭和21年）8月19日 旧松山電気軌道線の西堀端 - 本町 - 萱町 - 古町間休止認可。
- 1948年（昭和23年）7月1日 西堀端 - 本町三丁目（現在の本町四丁目）間が本町線として開業。
- 1962年（昭和37年）2月1日 本町三丁目（現在の本町四丁目） - 本町七丁目（現在の本町六丁目）間が開業。
- 2018年（平成30年）3月1日 西堀端のうち、本町線ののりばを本町一丁目に改称ならびに6号線の起終点を道後温泉から松山市に変更[7]。
- 2020年（令和2年）
  - 4月11日 新型コロナウイルスの影響で当面の間、土日祝日は全便運休[2]。
  - 7月23日 ダイヤ改正により、土日祝日は全便運休[3]。
- 2021年（令和3年）3月1日 平日のみの運行で1日14往復に削減。
- 2023年（令和5年）11月1日 平日のみの運行で1日7往復に削減。終電は本町六丁目13時発となる。
- 2024年（令和6年）3月 ICOCAを導入。

## 停留場一覧
全停留場が愛媛県松山市に所在
| 番号 | 停留場名         | 営業キロ | 営業キロ | 系統 | 接続路線                                        |
| 番号 | 停留場名         | 駅間     | 累計     | 系統 | 接続路線                                        |
| ---- | ---------------- | -------- | -------- | ---- | ----------------------------------------------- |
| 25   | 本町一丁目停留場 | -        | 0.0      | 6    | 伊予鉄道：大手町線・城南線（西堀端停留場: 03 ） |
| 26   | 本町三丁目停留場 | 0.6      | 0.6      | 6    |                                                 |
| 27   | 本町四丁目停留場 | 0.3      | 0.9      | 6    |                                                 |
| 28   | 本町五丁目停留場 | 0.3      | 1.2      | 6    |                                                 |
| 29   | 本町六丁目停留場 | 0.3      | 1.5      | 6    | 伊予鉄道：城北線（09 ）                         |

## 延伸構想
国道196号線沿いに山越・鴨川方面まで延伸して、人口密度が非常に高いが鉄道空白地帯となっているこれらの地域と松山市駅を直接結ぶという構想が昔からあるが具体化していない。複線化などが必要であるものの、バス路線が四国で最も高頻度運転を行っている区間の一つでもあり、延伸された場合は当路線が盲腸路線ではなくなる。松山市も公共交通の利便性向上や低炭素社会を実現するためには有効な手段であるとしており、国道196号を整備する時には、道路管理者である国に要望していきたいとしている。しかしながら伊予鉄は愛媛県に対し「本町線の北部への延伸については、現時点では計画はない」と回答している。
現状では運行本数が大きく削減され、延伸構想はおろか逆に存廃論議すら出かねない状況に置かれることとなった。